# Live Oak (Texas)
Live Oak ist eine Kleinstadt im Bexar County im US-Bundesstaat Texas wenige Kilometer nordöstlich von San Antonio.
Die Stadt direkt im Norden von Converse ist durch Farmen und Ranches bestimmt.
Die örtliche Bildung findet im Judson Independent School District statt.